# Wnioskowanie empiryczne
Wnioskowanie empiryczne – w dydaktyce matematyki jest to ogólne pojęcie łączące empiryzm w przyrodzie i uogólnianie typu indukcyjnego, opierające się m.in. na indukcji przyrodniczej.
Prof. Anna Zofia Krygowska następująco scharakteryzowała oba powiązane ze sobą typy wnioskowania empirycznego:
Wnioskowanie empiryczne pierwszego rodzaju (empiryzm w przyrodzie):
- Uczeń obserwuje fizyczne stosunki przestrzenne lub ilościowe, występujące w jego naturalnym otoczeniu, w modelu lub na rysunku
- i bezpośrednio je matematyzując, to jest opisując w terminach matematycznych to, co widzi lub stwierdza doświadczeniem,
- formułuje hipotezę matematyczną.

Wnioskowanie empiryczne drugiego rodzaju (empiryzm w matematyce):
- Uczeń wykonuje ciąg prób matematycznych (np. obliczeń)
- i dostrzegając pewną prawidłowość w rezultatach tych prób
- formułuje hipotezę matematyczną, a więc stosuje metodę indukcji tak, jak ją stosuje przyrodnik.

## Uogólnianie typu indukcyjnego, a wnioskowanie empiryczne drugiego rodzaju
We współczesnej dydaktyce matematyki definicję Krygowskiej wnioskowania empirycznego drugiego rodzaju, utożsamia się z uogólnianiem typu indukcyjnego. Wyodrębnienie w dydaktyce matematyki pojęcia „uogólnianie typu indukcyjnego” można przypisać prof. Krygowskiej, która zasady wnioskowania empirycznego w samej matematyce nazwała „wnioskowaniem indukcyjnym”.
Za utożsamieniem wnioskowania empirycznego drugiego rodzaju z uogólnieniem typu indukcyjnego przemawiają poniższe dwa rozwiązania tego samego zadania:
Rozwiązanie w kontekście wnioskowania empirycznego drugiego rodzaju:

Poprawnie indukcyjnie rozumuje uczeń, który mając za zadanie obliczyć sumę:
{\displaystyle s_{n}={\frac {1}{1\cdot 2}}+{\frac {1}{2\cdot 3}}+{\frac {1}{3\cdot 4}}+\ldots +{\frac {1}{(n-1)\cdot n}}}
znajduje kolejno:
{\displaystyle s_{1}={\frac {1}{2}},\ \ s_{2}={\frac {2}{3}},\ \ s_{3}={\frac {3}{4}},\ \ s_{4}={\frac {4}{5}},}
dostrzegając „prawidłowość” w tym ciągu oraz formułując przypuszczenie:
„to będzie wzór {\displaystyle s_{n}={\frac {n}{n+1}}}”.
W dalszym ciągu następuje weryfikacja tego przypuszczenia oparta na twierdzeniu o indukcji zupełnej. Jest to empiryzm w samej matematyce, a nie w dziedzinie jej fizycznych modeli.

Rozwiązanie w kontekście uogólniania typu indukcyjnego:

Uczeń ma obliczyć sumę
{\displaystyle S_{n}={\frac {1}{1\cdot 2}}+{\frac {1}{2\cdot 3}}+{\frac {1}{3\cdot 4}}+\ldots +{\frac {1}{(n-1)\cdot n}}.}
Zaczyna rozumowanie od obliczenia pierwszych trzech wyrazów ciągu {\displaystyle S_{n}.} Otrzymuje:
{\displaystyle S_{1}={\frac {1}{2}},\ \ S_{2}={\frac {2}{3}},\ \ S_{3}={\frac {3}{4}}.}
Są to trzy szczególne twierdzenia. Uczeń zauważa, że te równości można otrzymać z równości:
{\displaystyle S_{n}={\frac {n}{n+1}}}
odpowiednio przed podstawienie {\displaystyle n=1,\ n=2,\ n=3.} Twierdzenie
{\displaystyle \forall _{n\in \mathbb {N} }\ S_{n}={\frac {n}{n+1}}}
jest twierdzeniem ogólniejszym od każdego z trzech wymienionych twierdzeń, bo każde z nich można otrzymać z tego twierdzenia przez specyfikację. Każde z tych trzech twierdzeń szczególnych jest twierdzeniem prawdziwym, tego jesteśmy pewni, twierdzenie ogólne natomiast jest w tej fazie jeszcze tylko hipotezą, której słuszność trzeba zbadać.

## Przykłady

### Empiryzm w przyrodzie
Uczeń doświadczalnie spostrzega równoliczność dwóch zbiorów poprzez dostrzeżenie między nimi bijekcji.

### Empiryzm w matematyce
Uczeń oblicza kilka pierwszych wartości funkcji {\displaystyle f(n)=n^{2}-n+41,} po czym formułuje (fałszywą) hipotezę, że wszystkie wartości tej funkcji będą liczbami pierwszymi (indukcja przyrodnicza).